# Discocyrtus tenuis
Discocyrtus tenuis is een hooiwagen uit de familie Gonyleptidae.